# Job von Witzleben (Oberst)
Job-Wilhelm Henning Dietrich von Witzleben (* 4. August 1916 in Copitz; † 1999 in Lenggries) war ein deutscher Offizier der Wehrmacht und der Nationalen Volksarmee.

## Leben
Job von Witzleben war der älteste Sohn des Oberregierungsrates Dietrich von Witzleben (1882–1952) und dessen Ehefrau Charlotte Heymann (1889–1970). Er wuchs in Sachsen auf und erhielt seine Schulbildung am Königin-Carola-Gymnasium in Leipzig. In der Hitlerjugend erlangte er den Rang eines Gefolgschaftsführers. Zum 1. Februar 1935 wurde er Mitglied der NSDAP (Mitgliedsnummer 3.590.830).
Zu Beginn des Überfalls auf Polen war er Leutnant. 1940 lebte er in Bautzen, wo er Leutnant im Infanterie-Regiment 103 war. Im Grenadier-Regiment 192 der 56. Infanterie-Division wurde er zum Hauptmann befördert. Im Herbst 1943 begann er eine Ausbildung in den Generalstabslehrgängen. Er war Erster Generalstabsoffizier bei zwei Divisionen. Im April 1945 kam er bei Königsberg (Preußen) in sowjetische Kriegsgefangenschaft. Drei Jahre lang verblieb er im Kriegsgefangenenlager in Krasnogorsk, wo er sich dem Bund Deutscher Offiziere anschloss. Er soll in Kriegsgefangenenlagern „Umerziehungslehrer“ gewesen sein. Formal war er wohl Kriegsgefangener, aber mit besonderen Freiheiten.
Er kehrte 1948 nach Deutschland zurück und wurde Mitglied der Sozialistischen Einheitspartei Deutschlands. Im Dienstrang Major begann er sich am Aufbau der Kasernierten Volkspolizei zu beteiligen. Am 15. September 1953 kam er zum neuformierten Truppenkommando Nord in Pasewalk. Als am 1. März 1956 die Nationale Volksarmee entstand, wurde daraus der Militärbezirk V und Witzleben wurde NVA-Offizier. Ende 1957 wurde er von diesem Kommando abberufen. Als am 15. März 1958 das Institut für deutsche Militärgeschichte in Potsdam gegründet wurde, wurde er dort tätig. Er behielt dabei den Dienstrang Oberst. Er wirkte als militärhistorischer Berater bei zahlreichen Filmen. Er schied in den 1960er Jahren aus der NVA aus. Er hatte später den Ehrgeiz, als „Oberst i. G.“ der Bundeswehr bezeichnet zu werden.

## Privates
In erster Ehe heiratete Job v. Witzleben  Am 10. Juni 1944 in Baden-Baden Christa v. Brauchitsch (* 1922). Sie ließ sich 1946 von ihm scheiden, weil sie nicht in den sowjetisch besetzten Teil Deutschlands ziehen wollte. Am 25. August 1949 heiratete er seine zweite Frau Anka geb. Hannak (* 1927). Die Tochter Anka (1952–1992) arbeitete im „Reich“ von Alexander Schalck-Golodkowski Kommerzielle Koordinierung (KOKO). Ihr Ehemann Arthur Schuster war Schwiegersohn von Günter Mittag (und wohl auch Mitarbeiter des Bundesnachrichtendienstes). Vor der Wende und friedlichen Revolution in der DDR setzten sich Anka und Arthur Schuster – der sich nach der Heirat den Namen Witzleben zulegte – während einer Auslandsreise nach Bayern ab. Um 1990/1991 zogen Job-Wilhelm v. Witzleben und seine Frau nach Bayern (nicht nach Sachsen). Er starb mit 83 Jahren in Lenggries. Die Witwe lebt in Bad Tölz.

## Ehrungen

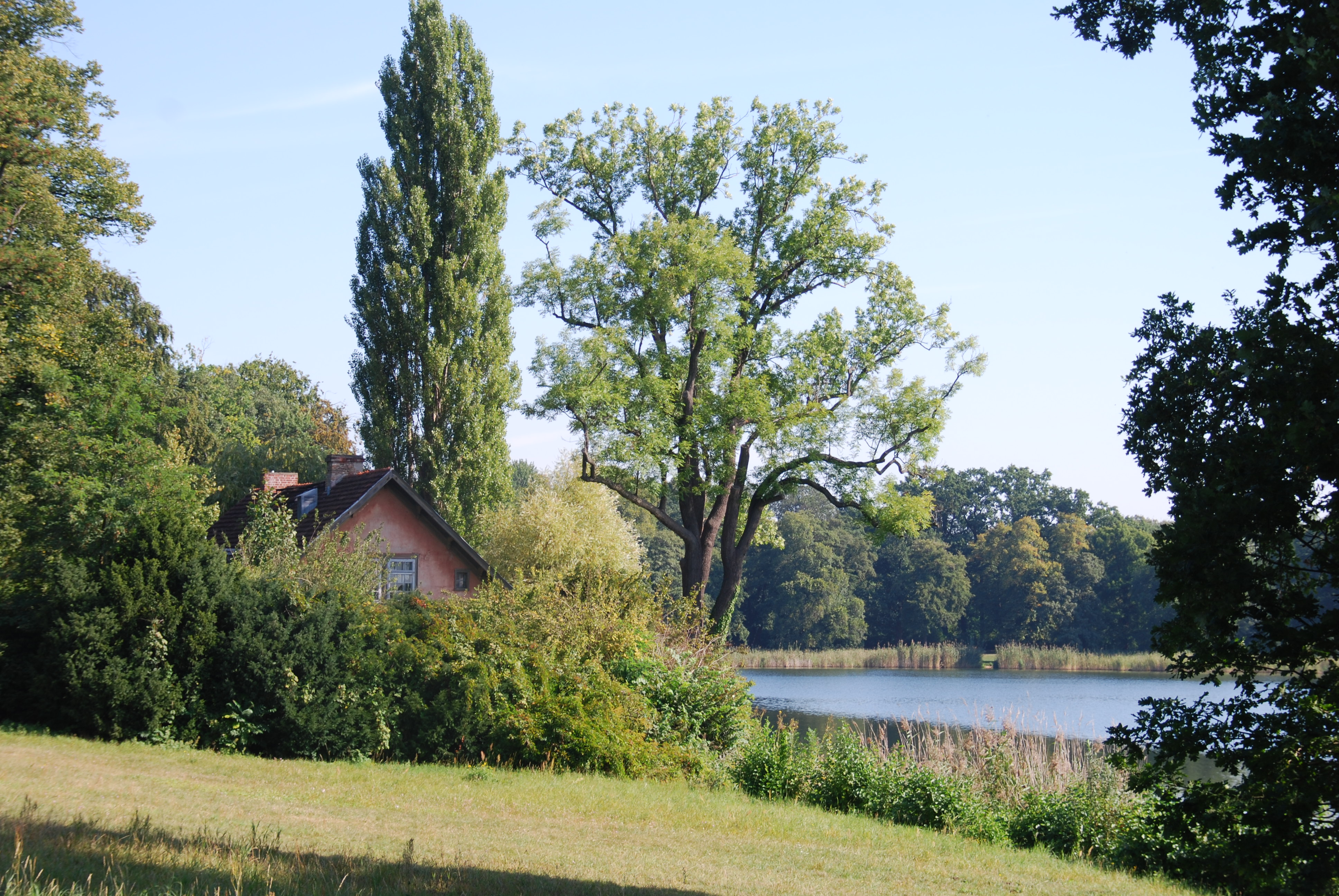
Heiliger See, im Vordergrund das Rote Haus, in dem Job v. Witzleben bis Anfang der 1990er Jahre wohnte.

- 24. April 1943 Deutsches Kreuz in Gold
- 1966 Heinrich-Greif-Preis
- 1970 Friedrich-Engels-Preis
- 1976 Vaterländischer Verdienstorden in Gold
- 1985 Medaille „40. Jahrestag des Sieges im Großen Vaterländischen Krieg 1941–1945“[8]

## Schriften
- Die Bundeswehr – ein gefährliches, aber perspektivloses Instrument des westdeutschen Imperialismus und Militarismus. Institut für Deutsche Militärgeschichte, Potsdam 1965.
- Bundeswehr: Armee der Revanche. Probleme der Entwicklung der Bundeswehr. Deutscher Militärverlag, Berlin 1965.
- Der Einsatz der HVA-Kräfte zur Sicherung der III. Weltfestspiele der Jugend und Studenten im Sommer 1951 in Berlin. Institut für deutsche Militärgeschichte, Potsdam 1970.
- Die Verschwörung vom 20. Juli 1944 – keine nationale Alternative für das deutsche Volk. In: Das Nationalkomitee „Freies Deutschland“ und seine militärpolitische Bedeutung. Institut für deutsche Militärgeschichte, Potsdam 1963.
- Stauffenberg und das Nationalkomitee Freies Deutschland. Ein verdrängtes Kapitel deutschen Widerstandes. Dokumentation. Berlin 1990.

## Filme
- Befreiung (5 Spielfilme): Militärhistorische Fachberatung
- Meine Stunde Null: Militärhistorische Fachberatung[9]
- Geheime Kommandosache (7-teilige TV-Serie): Drehbuchautor zusammen mit Klaus Alde, Gustav Wilhelm Lehmbruck, Egon Schlegel